# سیارک ۳۳۵۹
سیارک ۳۳۵۹ (به انگلیسی: 3359 Purcari، نامگذاری:1978RA6) سه هزار و سیصد و پنجاه و نهمین سیارک کشف‌شده‌ است که در ۱۳ سپتامبر ۱۹۷۸ کشف شد.
قدر مطلق سیارک برابر ۱۴٫۱۰ است.